# Inserzione Aron
Il metodo di Aron è una tecnica utilizzata per misurare la potenza attiva e la potenza reattiva in un sistema trifase utilizzando due wattmetri anziché tre, come avviene nel metodo tradizionale. Questo approccio semplifica la misurazione della potenza in un sistema trifase equilibrato, riducendo il numero di strumenti necessari senza compromettere l'accuratezza dei risultati. Il metodo prende il nome dal fisico tedesco Hermann Aron, che lo sviluppò per semplificare la misurazione della potenza nei sistemi trifase.
In pratica, il metodo si basa sulla somma delle letture di due wattmetri, che vengono collegati su due delle fasi del sistema trifase. La potenza totale si ottiene sommando le letture dei wattmetri, mentre la potenza reattiva può essere calcolata dalla differenza tra le letture dei due wattmetri moltiplicato per radice di tre, vediamo dopo perché.

## Vantaggi del Metodo di Aron
Utilizza solo due wattmetri invece di tre, consentendo di semplificare notevolmente il processo di misurazione, riducendone i tempi e i costi senza perdite di precisione.

## La Dimostrazione – Due Wattmetri
𝑊1 = 𝐼1 ∙ 𝑉12                 𝑊2 = 𝐼3 ∙ 𝑉32
𝑊𝑇 = ( 𝐼1 ∙ 𝑉12 ) + ( 𝐼3 ∙ 𝑉32 )
Espandendo:
𝑊𝑇 = 𝐼1 ∙ ( 𝑉1𝑛 − 𝑉2𝑛 ) + 𝐼3 ∙ ( 𝑉3𝑛 − 𝑉2𝑛 )     ,     𝑊𝑇 = 𝐼1 ∙ 𝑉1𝑛 − 𝐼1 ∙ 𝑉2𝑛 + 𝐼3 ∙ 𝑉3𝑛 − 𝐼3 ∙ 𝑉2𝑛                                                                    𝑊𝑇 = 𝐼1 ∙ 𝑉1𝑛 + 𝐼3 ∙ 𝑉3𝑛 + ( −𝐼1 − 𝐼3 ) ∙ 𝑉2𝑛
Utilizzando la relazione tra correnti:
𝐼̅1 + 𝐼̅2 + 𝐼̅3 = 0             ==>            𝐼̅2 = −( 𝐼̅1 + 𝐼̅3 )
Si ottiene:
𝑊𝑇 = 𝐼1 ∙ 𝑉1𝑛 + 𝐼3 ∙ 𝑉3𝑛 + 𝐼2∙𝑉2𝑛